# ناسولو
ناسولو شهری در شهرستان کینده در استان بولکیمده در بورکینافاسوی غربی مرکزی است جمعیت آن ۶۵۳۸ نفر است.